# 모즈비섬
모즈비섬(Moresby Island)은 하이다과이에 속한 섬으로, 인구는 402명이다.